# Musikjahr 1996
Liste der Musikjahre

◄◄ | ◄ | 1992 | 1993 | 1994 | 1995 | Musikjahr 1996 | 1997 | 1998 | 1999 | 2000 | ► | ►►

Weitere Ereignisse · Country-Musik
Dieser Artikel behandelt das Musikjahr 1996.

## Ereignisse

### Populäre Musik
- 13. Februar: In den USA erscheint All Eyez on Me des Rappers 2Pac, das erste Doppel-Album in der Geschichte des Hip-Hop.
- 13. Februar: Die britische Boygroup Take That gibt ihre Trennung bekannt, dies genau an dem Tag, an dem das ehemalige Mitglied Robbie Williams seinen 22. Geburtstag begeht. Es folgt ein Chaos unter tausenden weiblichen Fans in der ganzen Welt, vor allem in Europa, Notfall-Telefone werden eingerichtet.
- 13. März: Der britische Singer-Songwriter Sting startet in Moskau seine Mercury Falling Tour.
- 28. März: Sänger und Schlagzeuger Phil Collins verlässt nach über 25 gemeinsamen Jahren die Band Genesis, um neben seiner Solokarriere auch Jazz- und Filmprojekte (Tarzan) zu verwirklichen.
- 04. April: Die britische Boygroup Take That spielt ihr letztes Konzert vor ihrer Trennung.
- 13. April: Tina Turner startet in Singapur im Indoor Stadium ihre Wildest Dreams Tour. Die Tournee endet nach 255 Konzerten am 10. August 1997 im Meadows Music Theatre in Hartford.
- 16. Mai: In Berlin findet erstmals der Karneval der Kulturen statt.
- 28. Mai: Im Sunset Marquis Hotel in Los Angeles injiziert sich Depeche-Mode-Frontmann Dave Gahan einen Speedball aus Heroin und Kokain, woraufhin sein Herz für zwei Minuten stehen bleibt. Er kann jedoch von den noch rechtzeitig eintreffenden Sanitätern erfolgreich wiederbelebt werden.
- 28. Juni: Die Irish-Dance-Show Lord of the Dance von und mit Michael Flatley wird im Point Theatre in Dublin uraufgeführt.
- 08. Juli: Mit Wannabe erscheint die Debüt-Single der britischen Girlgroup Spice Girls, die mit weltweit über 5 Mio. verkauften Exemplaren und Nummer-eins-Platzierungen in 32 Ländern zur bis dato erfolgreichsten Single einer Girlgroup avanciert.
- 10. und 11. August: Auf dem Höhepunkt der Britpop-Welle geben Oasis in Knebworth zwei ausverkaufte Konzerte vor insgesamt 250.000 Zuschauern.
- 07. September: Auf den Rapper Tupac Shakur wird in Las Vegas ein Attentat in seinem Auto verübt. Am 13. September stirbt er an seinen Verletzungen.
- 12. September: Ricardo López, ein psychisch kranker, besessener und rassistischer amerikanischer Fan der isländischen Sängerin Björk, schickt eine mit Schwefelsäure geladene Briefbombe an Björks Londoner Wohnung. Nach eigener Aussage will er die Sängerin für ihre Beziehung mit dem britischen Produzenten und DJ Goldie (der jamaikanischer Herkunft ist) bestrafen. Nach seiner Rückkehr vom örtlichen Postamt filmt López seinen Selbstmord durch eine Schusswaffe im letzten Teil eines Videotagebuchs, welches später, nachdem es Journalisten zugänglich gemacht worden war, an die Öffentlichkeit gelangt und eine Mediensensation auslöst. Beamte des Hollywood Police Departments finden López’ Leiche und seine gefilmten Videos vier Tage nach seinem Suizid in dessen Wohnung und kontaktieren in Großbritannien sofort Scotland Yard, die die Bombe in einem Londoner Postsortierbüro ausfindig machen können. Das Paket kann sichergestellt werden und Björk bleibt unverletzt.
- 23. November: Anlässlich Henry Maskes Abschieds-Boxkampf gegen Virgil Hill in der Münchener Olympiahalle singen Sarah Brightman und Andrea Bocelli zur Eröffnung erstmals ihr gemeinsames Duett Time to Say Goodbye, das hinterher zu einem wochenlangen Nummer-eins-Hit in Deutschland avanciert.

### Klassische Musik und Musiktheater
- 29. Januar: Das Teatro La Fenice in Venedig brennt zur Gänze ab.

### Filmmusik
- 26. Februar: Regisseur Ang Lee wird bei der Berlinale für seinen Film Sinn und Sinnlichkeit nach dem Roman von Jane Austen mit dem Goldenen Bären ausgezeichnet. Die Filmmusik stammt von Patrick Doyle.
- Liane – deutscher Musicalfilm des Regisseurs Horst Königstein

## Musikcharts

### Deutschland
| Singles                                                   | Position | Alben                                |
| --------------------------------------------------------- | -------- | ------------------------------------ |
|                                                           |          |                                      |
| Killing Me Softly The Fugees                              | 1        | The Score The Fugees                 |
| Children Robert Miles                                     | 2        | Jagged Little Pill Alanis Morissette |
| Macarena (Bayside Boys Remix) Los del Río                 | 3        | Dove c’è musica Eros Ramazzotti      |
| Insomnia Faithless                                        | 4        | Opium fürs Volk Die Toten Hosen      |
| Lemon Tree Fools Garden                                   | 5        | Backstreet Boys                      |
| I Can’t Help Myself (I Love You, I Want You) Kelly Family | 6        | Load Metallica                       |
| They Don’t Care About Us Michael Jackson                  | 7        | Falling into You Céline Dion         |
| Coco Jamboo Mr. President                                 | 8        | Pur live – Die Zweite Pur            |
| Where Do You Go No Mercy                                  | 9        | Made in Heaven Queen                 |
| Wannabe Spice Girls                                       | 10       | Abenteuerland Pur                    |

Die längsten Nummer-eins-Singles
Lieder, die die meiste Zeit während eines anderen Jahres auf Platz eins der Charts verbrachten, werden hier nicht aufgeführt.
1. Fugees – Killing Me Softly (9 Wochen)
2. Coolio feat. L. V. – Gangsta’s Paradise (8 Wochen)
3. Robert Miles – Children (7 Wochen)

Die längsten Nummer-eins-Alben
Alben, die die meiste Zeit während eines anderen Jahres auf Platz eins der Charts verbrachten, werden hier nicht aufgeführt.
1. Fugees – The Score (7 Wochen)
2. Take That – Greatest Hits; The Kelly Family – Almost Heaven; Queen – Made in Heaven (jeweils 6 Wochen)
3. Pur – Live – Die Zweite (6 Wochen)

Alle Nummer-eins-Hits und die Hits des Jahres

### Österreich
| Singles                                                   | Position | Alben                                             |
| --------------------------------------------------------- | -------- | ------------------------------------------------- |
|                                                           |          |                                                   |
| Macarena (Bayside Boys Remix) Los del Río                 | 1        | Dove c’è musica Eros Ramazzotti                   |
| Killing Me Softly The Fugees                              | 2        | Falling into You Céline Dion                      |
| They Don’t Care About Us Michael Jackson                  | 3        | Jagged Little Pill Alanis Morissette              |
| Children Robert Miles                                     | 4        | Backstreet Boys                                   |
| Break My Stride Unique 2                                  | 5        | The Score The Fugees                              |
| Gangsta’s Paradise Coolio feat. L. V.                     | 6        | Load Metallica                                    |
| Coco Jamboo Mr. President                                 | 7        | Alles Banane Vol. 3 Die Schlümpfe                 |
| I Can’t Help Myself (I Love You, I Want You) Kelly Family | 8        | Greatest Hits 1 Take That                         |
| Lemon Tree Fools Garden                                   | 9        | Wildest Dreams – Special Tour Edition Tina Turner |
| Earth Song Michael Jackson                                | 10       | Made in Heaven Queen                              |

Die längsten Nummer-eins-Singles
Lieder, die die meiste Zeit während eines anderen Jahres auf Platz 1 der Charts verbrachten, werden hier nicht aufgeführt.
1. Unique II – Break My Stride (8 Wochen)
2. Fugees – Killing Me Softly; Coolio feat. L. V. – Gangsta’s Paradise (jeweils 7 Wochen)
3. Robert Miles – Children; Mr. President – Coco Jamboo (jeweils 6 Wochen)

Die längsten Nummer-eins-Alben
Alben, die die meiste Zeit während eines anderen Jahres auf Platz eins der Charts verbrachten, werden hier nicht aufgeführt.
1. Fugees – The Score (7 Wochen)
2. Take That – Greatest Hits (6 Wochen)
3. Metallica – Load; R.E.M. – New Adventures in Hi-Fi (jeweils 5 Wochen)

Alle Nummer-eins-Hits und die Hits des Jahres

### Schweiz
| Singles                                                   | Position | Alben                                   |
| --------------------------------------------------------- | -------- | --------------------------------------- |
|                                                           |          |                                         |
| Macarena (Bayside Boys Remix) Los del Río                 | 1        | D’eux Céline Dion                       |
| Insomnia Faithless                                        | 2        | Falling into You Céline Dion            |
| Children Robert Miles                                     | 3        | Jagged Little Pill Alanis Morissette    |
| Lemon Tree Fools Garden                                   | 4        | Backstreet Boys                         |
| We’ve Got It Goin’ On Backstreet Boys                     | 5        | Dove c’è musica Eros Ramazzotti         |
| Killing Me Softly The Fugees                              | 6        | The Score The Fugees                    |
| Coco Jamboo Mr. President                                 | 7        | Tic Tac Toe                             |
| They Don’t Care About Us Michael Jackson                  | 8        | Dish of the Day Fools Garden            |
| I Can’t Help Myself (I Love You, I Want You) Kelly Family | 9        | Wildest Dreams Tina Turner              |
| Saletti Harry Hasler                                      | 10       | (What’s the Story) Morning Glory? Oasis |

Die längsten Nummer-eins-Singles
Lieder, die die meiste Zeit während eines anderen Jahres auf Platz 1 der Charts verbrachten, werden hier nicht aufgeführt.
1. Robert Miles – Children (13 Wochen)
2. Fugees – Killing Me Softly (7 Wochen)
3. Spice Girls – Wannabe (5 Wochen)

Die längsten Nummer-eins-Alben
Alben, die die meiste Zeit während eines anderen Jahres auf Platz eins der Charts verbrachten, werden hier nicht aufgeführt.
1. Fugees – The Score; Eros Ramazzotti – Dove c’è musica (jeweils 8 Wochen)
2. Gotthard – 	G.; Céline Dion – Falling into You (jeweils 6 Wochen)
3. Queen – Made in Heaven (4 Wochen)

Alle Nummer-eins-Hits und die Hits des Jahres

### Vereinigtes Königreich
| Singles                                                        | Position | Alben                                   |
| -------------------------------------------------------------- | -------- | --------------------------------------- |
|                                                                |          |                                         |
| Killing Me Softly The Fugees                                   | 1        | Jagged Little Pill Alanis Morissette    |
| Wannabe Spice Girls                                            | 2        | (What’s the Story) Morning Glory? Oasis |
| Spaceman Babylon Zoo                                           | 3        | Spice Spice Girls                       |
| Say You’ll Be There Spice Girls                                | 4        | Older George Michael                    |
| Return of the Mack Mark Morrison                               | 5        | Falling into You Céline Dion            |
| Ooh Aah … Just a Little Bit Gina G                             | 6        | Take Two Robson & Jerome                |
| Three Lions David Baddiel, Frank Skinner & the Lightning Seeds | 7        | The Score Fugees                        |
| Children Robert Miles                                          | 8        | Greatest Hits Take That                 |
| 2 Become 1 Spice Girls                                         | 9        | Greatest Hits Simply Red                |
| Don’t Look Back in Anger Oasis                                 | 10       | Moseley Shoals Ocean Colour Scene       |

Die längsten Nummer-eins-Singles
Lieder, die die meiste Zeit während eines anderen Jahres auf Platz 1 der Charts verbrachten, werden hier nicht aufgeführt.
1. Spice Girls – Wannabe (7 Wochen)
2. Babylon Zoo – Spaceman; The Fugees – Killing Me Softly (jeweils 5 Wochen)
3. Take That – How Deep Is Your Love; The Prodigy – Firestarter; George Michael – Fastlove (jeweils 3 Wochen)

Die längsten Nummer-eins-Alben
Alben, die die meiste Zeit während eines anderen Jahres auf Platz 1 der Charts verbrachten, werden hier nicht aufgeführt.
1. Alanis Morissette – Jagged Little Pill (11 Wochen)
2. Oasis – (What’s the Story) Morning Glory? (9 Wochen)
3. Spice Girls – Spice (5 Wochen)

Alle Nummer-eins-Hits und die Hits des Jahres

### Vereinigte Staaten
Die längsten Nummer-eins-Singles
Lieder, die die meiste Zeit während eines anderen Jahres auf Platz 1 der Charts verbrachten, werden hier nicht aufgeführt.
1. Los del Río – Macarena (14 Wochen)
2. Mariah Carey & Boyz II Men – One Sweet Day (12 Wochen)
3. Bone Thugs-N-Harmony – Tha Crossroads (8 Wochen)

Die längsten Nummer-eins-Alben
Alben, die die meiste Zeit während eines anderen Jahres auf Platz 1 der Charts verbrachten, werden hier nicht aufgeführt.
1. Alanis Morissette – Jagged Little Pill (10 Wochen)
2. Original Soundtrack Album – Waiting to Exhale (5 Wochen)
3. Fugees – The Score; Metallica – Load; Nas – It Was Written(jeweils 4 Wochen)

Alle Nummer-eins-Hits und die Hits des Jahres

### Charts in weiteren Ländern
Siehe auch: Nummer-eins-Hits 1996 in  Australien, Belgien, Dänemark, Deutschland, Finnland, Frankreich, Irland, Italien, Japan, Kanada, Neuseeland, den Niederlanden, Norwegen, Österreich, Schweden, der Schweiz, Spanien, Ungarn, den Vereinigten Staaten und im Vereinigten Königreich.

## Musikpreise und Ehrungen

### Musikwettbewerbe
Eurovision Song Contest
1. Eimear Quinn: The Voice
2. Elisabeth Andreassen: I evighet
3. One More Time: Den vilda
4. Maja Blagdan: Sveta ljubav
5. Maarja-Liis Ilus & Ivo Linna: Kaelakee hääl

## Gründungen und Auflösungen

### Gründungen
- 2wo – britische Industrial-/Alternative-Metal-Band aus Birmingham
- 21st Century Girls – britische Pop-Rock-Band aus Dudley
- Bang – US-amerikanische Hard-Rock- und Proto-Doom-Band (Revival)
- Coldplay – britische Pop-Rock-Band
- Danko Jones – kanadische Rockband
- Dario G – britisches Dance- und Trance-Musikprojekt
- Die Seer – österreichische Band aus Grundlsee
- Discordance – italienisches Death-Industrial-Projekt
- Gojira – französische Metal-Band
- Linkin Park – US-amerikanische Band, gegründet als Xero
- Lustra – US-amerikanische Rockband aus Boston, Massachusetts
- Monoland – deutsche Shoegazing-/Post-Rock-Band aus Berlin
- Nightwish – finnische Symphonic-Metal-Band
- No Authority – US-amerikanische Boyband
- Orden Ogan – deutsche Power- und Folk-Metal-Band aus Arnsberg
- OVMN – US-amerikanisches Noiseprojekt
- Phoenix – französische Indie-Pop-Band aus Versailles
- Seasons in Black – deutsche Dark-Metal-Band aus dem Bayerischen Wald
- Solas – amerikanisch-irische Musikgruppe
- Sportfreunde Stiller – deutsche Indie-Rock-Gruppe aus Germering
- Sum 41 – kanadische Punkrockband
- Within Temptation – niederländische Symphonic-Metal-Band

### Auflösungen
- Braty Hadjukiny – ukrainische Rockband
- Die Fremden – deutsche Punkrock-Band aus Göttingen

## Neuveröffentlichungen (Auswahl)

### Lieder und Kompositionen
| Lied                                 | Text | Musik | Erstinterpret                            | Label                                                 | Veröffentlichung   | Genre                                        | Album                                        | Weitere Informationen |
| ------------------------------------ | --- | --- | ---------------------------------------- | ----------------------------------------------------- | ------------------ | -------------------------------------------- | -------------------------------------------- | --------------------- |
| 2 Become 1                           | Victoria Adams, Melanie Brown, Emma Bunton, Melanie Chisholm, Geri Halliwell, Matt Rowe, Richard Stannard           | Victoria Adams, Melanie Brown, Emma Bunton, Melanie Chisholm, Geri Halliwell, Matt Rowe, Richard Stannard           | Spice Girls                              | Virgin Records                                        | 4. November 1996   | Pop                                          | Spice                                        |                       |
| Ain’t My Bitch                       | James Hetfield, Lars Ulrich                                                                                         | James Hetfield, Lars Ulrich                                                                                         | Metallica                                | Elektra Records                                       | 4. Juni 1996       | Hard Rock, Heavy Metal                       | Load                                         |                       |
| Auf gute Freunde                     | Stephan Weidner | Stephan Weidner | Böhse Onkelz                             | Virgin Records                                        | 23. Oktober 1996   | Hard Rock                                    | E.I.N.S.                                     |                       |
| Boomerang                            | Lukas Hilbert, Arn Schlürmann, Alfred von Meysenburg                                                                | Lukas Hilbert, Arn Schlürmann, Alfred von Meysenburg                                                                | Blümchen                                 | Control Records                                       | 20. Mai 1996       | Pop                                          | Herzfrequenz                                 |                       |
| Breathe                              | Keith Flint, Liam Howlett, Keith Palmer                                                                             | Keith Flint, Liam Howlett, Keith Palmer                                                                             | The Prodigy                              | XL Recordings                                         | 11. November 1996  | Big Beat                                     | The Fat of the Land                          |                       |
| Der Tanz der Schatten                | Raymond István Rohonyi unterstützt durch Tilo Wolff, Gerhard Magin                                                  | Pål Bjåstad und Theatre of Tragedy                                                                                  | Theatre of Tragedy                       | Massacre Records                                      | 18. August 1996    | Gothic Metal                                 | Velvet Darkness They Fear                    |                       |
| Fernsehen                            | Ralf Goldkind, Luci van Org                                                                                         | Ralf Goldkind, Luci van Org                                                                                         | Lucilectric                              | Sing Sing Records                                     | 1996               | Pop                                          | Süß und gemein                               |                       |
| For You                              | Aaron Stainthorpe                                                                                                   | My Dying Bride | My Dying Bride                           | Peaceville Records                                    | 7. Oktober 1996    | Gothic Metal                                 | Like Gods of the Sun                         |                       |
| For the First Time                   | James Newton Howard, Jud J. Friedman, Allan Dennis Rich                                                             | James Newton Howard, Jud J. Friedman, Allan Dennis Rich                                                             | Kenny Loggins                            | Columbia Records                                      | 1996               | Softrock, Filmsong                           | One Fine Day (Music from the Motion Picture) |                       |
| Gibt’s doch gar nicht                | Jens Albert, Stephan Baader, Michael Kersting                                                                       | Jens Albert, Stephan Baader, Michael Kersting                                                                       | Der Wolf                                 | Mercury Records                                       | 30. September 1996 | Deutscher Hip-Hop                            | Das Album                                    |                       |
| Hail Mary                            | Tupac Shakur, Katari Cox, Rufus Cooper                                                                              | Tupac Shakur, Katari Cox, Rufus Cooper                                                                              | Makaveli feat. Outlawz & Prince Ital Joe | Makaveli Records/Death Row Records/Interscope Records | 5. November 1996   | Hip-Hop, Gangsta-Rap                         | The Don Killuminati: The 7 Day Theory        |                       |
| Hello Goodbye                        | Kai Hoffmann | Secret Discovery | Secret Discovery                         | Gun Records, BMG Music Publishing                     | 1996               | Dark Rock                                    | A Question of Time                           |                       |
| Hero of the Day                      | Kirk Hammett, James Hetfield, Lars Ulrich                                                                           | Kirk Hammett, James Hetfield, Lars Ulrich                                                                           | Metallica                                | Elektra Records                                       | 9. September 1996  | Alternative Metal                            | Load                                         |                       |
| How Do U Want It                     | Johnny Jackson, Tupac Shakur                                                                                        | Johnny Jackson, Tupac Shakur                                                                                        | Tupac Shakur feat. K-Ci & JoJo           | Death Row Records                                     | 13. Februar 1996   | Contemporary R&B, Hip-Hop                    | All Eyez on Me                               |                       |
| Leck mich am A, B, Zeh               | Torsten Börger, Marlene Tackenberg, Ricarda Wältken, Liane Wiegelmann, Claudia Wohlfromm                            | Torsten Börger, Marlene Tackenberg, Ricarda Wältken, Liane Wiegelmann, Claudia Wohlfromm                            | Tic Tac Toe                              | RCA Records                                           | 15. April 1996     | Deutscher Hip-Hop                            | Tic Tac Toe                                  |                       |
| Liebe macht dumm                     | Ralf Goldkind, Annette Humpe, Luci van Org                                                                          | Ralf Goldkind, Annette Humpe, Luci van Org                                                                          | Lucilectric                              | Sing Sing Records                                     | 1996               | Pop                                          | Süß und gemein                               |                       |
| Mama                                 | Victoria Adams, Melanie Brown, Emma Bunton, Melanie Chisholm, Geri Halliwell, Matt Rowe, Richard Stannard           | Victoria Adams, Melanie Brown, Emma Bunton, Melanie Chisholm, Geri Halliwell, Matt Rowe, Richard Stannard           | Spice Girls                              | Virgin Records                                        | 4. November 1996   | Pop                                          | Spice                                        |                       |
| Mama Said                            | James Hetfield, Lars Ulrich                                                                                         | James Hetfield, Lars Ulrich                                                                                         | Metallica                                | Elektra Records                                       | 25. November 1996  | Country, Alternative Metal, Alternative Rock | Load                                         |                       |
| Mutter, der Mann mit dem Koks ist da | Peter Hoffmann, Franz Plasa, Edgar „Eddy“ Höfler                                                                    | Peter Hoffmann, Franz Plasa, Edgar „Eddy“ Höfler                                                                    | Falco                                    | Zebulon                                               | 17. März 1996      | Pop                                          | –                                            |                       |
| No Diggity                           | Teddy Riley, Chauncey Hannibal, Lynise Walters, William Stewart, André Young                                        | Teddy Riley, Chauncey Hannibal, Lynise Walters, William Stewart, André Young                                        | Blackstreet feat. Dr. Dre & Queen Pen    |                                                       | 29. Juli 1996      | Contemporary R&B, Hip-Hop                    | Another Level                                |                       |
| Only Love Is the Answer              | Stephan Remmler, Thomas Herrmann                                                                                    | Stephan Remmler, Thomas Herrmann                                                                                    | Stephan Remmler                          | Music Corporation of America                          | 1996               | Rock                                         | Amnesia                                      |                       |
| Professional Widow                   | Tori Amos | Tori Amos | Tori Amos                                | East West Records                                     | 19. Januar 1996    | Alternative Rock, Baroque Pop                | Boys for Pele                                |                       |
| Ready or Not                         | Wyclef Jean, Prakazrel Michel, Lauryn Hill, William Hart, Thomas Bell, Enya Patricia Brennan, Nicky Ryan, Roma Ryan | Wyclef Jean, Prakazrel Michel, Lauryn Hill, William Hart, Thomas Bell, Enya Patricia Brennan, Nicky Ryan, Roma Ryan | Fugees                                   | Columbia Records                                      | 13. Februar 1996   | Hip-Hop, Contemporary R&B                    | The Score                                    |                       |
| Say You’ll Be There                  | Victoria Adams, Melanie Brown, Jonathan Buck, Emma Bunton, Melanie Chisholm, Geri Halliwell, Eliot Kennedy          | Victoria Adams, Melanie Brown, Jonathan Buck, Emma Bunton, Melanie Chisholm, Geri Halliwell, Eliot Kennedy          | Spice Girls                              | Virgin Records                                        | 14. Oktober 1996   | Pop                                          | Spice                                        |                       |
| Schweinekopf                         | Stephan Remmler, Markus Löhr                                                                                        | Stephan Remmler, Markus Löhr                                                                                        | Stephan Remmler                          | Music Corporation of America                          | 1996               | Rock                                         | Amnesia                                      |                       |
| Until It Sleeps                      | Bob Rock, James Hetfield, Lars Ulrich                                                                               | Bob Rock, James Hetfield, Lars Ulrich                                                                               | Metallica                                | Elektra Records                                       | 16. Mai 1996       | Heavy Metal, Hard Rock                       | Load                                         |                       |
| Verpiss’ dich                        | Torsten Börger, Marlene Tackenberg, Ricarda Wältken, Liane Wiegelmann, Claudia Wohlfromm                            | Torsten Börger, Marlene Tackenberg, Ricarda Wältken, Liane Wiegelmann, Claudia Wohlfromm                            | Tic Tac Toe                              | RCA Records                                           | 15. April 1996     | Deutscher Hip-Hop                            | Tic Tac Toe                                  |                       |
| Weihnachten ist Party für Jesus      | Daniel Kallauch | Daniel Kallauch | Daniel Kallauch                          |                                                       | 1996               | Kinderlied                                   |                                              |                       |
| Who Do You Think You Are             | Victoria Adams, Melanie Brown, Emma Bunton, Melanie Chisholm, Geri Halliwell, Andy Watkins, Paul Wilson             | Victoria Adams, Melanie Brown, Emma Bunton, Melanie Chisholm, Geri Halliwell, Andy Watkins, Paul Wilson             | Spice Girls                              | Virgin Records                                        | 4. November 1996   | Dance-Pop, Funk, Disco                       | Spice                                        |                       |

### Alben
| Album                                  | Interpret                        | Label                                | Veröffentlichung   | Genre                                                              | Weitere Informationen |
| -------------------------------------- | -------------------------------- | ------------------------------------ | ------------------ | ------------------------------------------------------------------ | --------------------- |
| Absolutely                             | Bill Allred und Roy Williams     | Nagel-Heyer Records                  | 1996               | Jazz                                                               |                       |
| Aiee! The Phantom                      | Horace Tapscott                  | Arabesque Jazz                       | 1996               | Jazz                                                               |                       |
| Best Of – Volume I                     | Van Halen                        | Warner Music Group                   | 22. Oktober 1996   | Hard Rock                                                          |                       |
| Black Earth                            | Arch Enemy                       | Wrong Again Records, Regain Records  | 2. Oktober 1996    | Melodic Death Metal                                                | Debütalbum            |
| Captain Coe’s Famous Racearound        | Tony Coe & Bob Brookmeyer        | Storyville Records                   | 20. Februar 1996   | Jazz                                                               |                       |
| Chaos and Disorder                     | Prince                           | Warner Bros. Records                 | 9. Juli 1996       | Rockmusik                                                          |                       |
| Descending Circles                     | Howard Riley Elton Dean Quartet  | Blueprint                            | 1996               | Jazz                                                               |                       |
| Diatribes                              | Napalm Death                     | Earache Records                      | 22. Januar 1996    | Death Metal                                                        |                       |
| Don’t Stop: The 30th Anniversary Album | Status Quo                       | Polydor Records                      | 5. Februar 1996    | Rock                                                               |                       |
| E.I.N.S.                               | Böhse Onkelz                     | Virgin Records                       | 23. Oktober 1996   | Hard Rock                                                          |                       |
| Emancipation                           | Prince                           | EMI Group, NPG Records               | 19. November 1996  | Contemporary R&B, Funk, Pop, Rock, Soul                            | Dreifachalbum         |
| Evil Empire                            | Rage Against the Machine         | Epic Records (Sony BMG)              | 16. April 1996     | Crossover, Alternative Metal                                       | Debütalbum            |
| Evita                                  | Madonna                          | Warner Bros.                         | 25. Oktober 1996   | Pop                                                                | Soundtrack            |
| Feathers with Jaki                     | Howard Riley                     | Slam Productions                     | 1996               | Jazz                                                               |                       |
| Freedom in the Groove                  | Joshua Redman                    | Warner Bros.                         | 20. September 1996 | Jazz                                                               |                       |
| Girl 6                                 | Diverse Interpreten              | Warner Bros.                         | 19. März 1996      | Contemporary R&B, Electro Funk, Elektronische Tanzmusik, Funk, Pop | Soundtrack            |
| Gravity!!!                             | Howard Johnson                   | Verve                                | 1996               | Jazz                                                               |                       |
| Hast Du Zeit für ein paar Träume?      | Stefanie Hertel                  | EastWest Records                     | 15. Oktober 1996   | Volkstümliche Musik                                                |                       |
| Im Auftrag des Herrn                   | Die Toten Hosen                  | JKP, Eastwest Records                | 25. Oktober 1996   | Punkrock, Rock                                                     | Livealbum             |
| Le Frisur                              | Die Ärzte                        | Metronome Records, WEA International | 24. Mai 1996       | Pop-Punk                                                           |                       |
| Live Around the World                  | Miles Davis                      | Warner Bros.                         | 14. Mai 1996       | Jazz                                                               |                       |
| Load                                   | Metallica                        | Elektra Records                      | 4. Juni 1996       | Heavy Metal, Hard Rock                                             |                       |
| Mistaken Identity                      | Vernon Reid                      | Sony                                 | 4. Juni 1996       | Rock, Rap, Turntablism, Jazz                                       |                       |
| New Adventures in Hi-Fi                | R.E.M.                           | Warner Brothers                      | 6. September 1996  | Alternative Rock                                                   |                       |
| Now Is the Hour                        | Charlie Haden                    | Verve                                | April 1996         | Jazz                                                               |                       |
| October Rust                           | Type O Negative                  | Roadrunner Records                   | 20. August 1996    | Heavy Metal, Dark Rock                                             |                       |
| Opium fürs Volk                        | Die Toten Hosen                  | JKP, Eastwest Records                | 26. Januar 1996    | Punkrock, Rock                                                     |                       |
| Overnight Sensation                    | Motörhead                        | CMC                                  | 15. Oktober 1996   | Heavy Metal                                                        |                       |
| Plays Metallica by Four Cellos         | Apocalyptica                     | Mercury Records                      | 13. Juni 1996      | Cello-Rock                                                         | Debütalbum            |
| Prediction                             | Voice                            | Blue House Records / AFM Records     | 1996               | Power Metal                                                        |                       |
| Purpendicular                          | Deep Purple                      | BMG Records (UK), CMC (USA)          | 5. Februar 1996    | Hard Rock                                                          |                       |
| Roots                                  | Sepultura                        | Roadrunner Records                   | 19. Februar 1996   | Groove Metal, Nu Metal, Alternative Metal                          |                       |
| Sechsundneunzig                        | Peter Maffay                     | Ariola                               | 4. März 1996       | Pop-Rock                                                           |                       |
| Skunkworks                             | Bruce Dickinson                  | Raw Power/Castle Communications (UK) | 19. Februar 1996   | Alternative Metal                                                  |                       |
| Something About Water                  | Satoko Fujii featuring Paul Bley | Libra Records                        | 1996               | Jazz, Neue Improvisationsmusik                                     |                       |
| Sorrow Throughout the Nine Worlds      | Amon Amarth                      | Pulverised                           | 5. April 1996      | Melodic Death Metal                                                | EP                    |
| Süß und gemein                         | Lucilectric                      | Sing Sing Records                    | 12. August 1996    | Pop                                                                |                       |
| The Gray Race                          | Bad Religion                     | Atlantic Records                     | 27. Februar 1996   | Punkrock                                                           |                       |
| The Great Southern Trendkill           | Pantera                          | EastWest Records                     | 7. Mai 1996        | Groove Metal, Thrash Metal                                         |                       |
| The New Standard                       | Herbie Hancock                   | Verve                                | 19. Februar 1996   | Jazz                                                               |                       |
| The Score                              | Fugees                           | Columbia Records                     | 13. Februar 1996   | Hip-Hop                                                            |                       |
| Tic Tac Toe                            | Tic Tac Toe                      | RCA Records                          | 15. April 1996     | Pop, Rap                                                           | Debütalbum            |
| To the Faithful Departed               | The Cranberries                  | Island Records                       | 22. April 1996     | Alternative Rock, Pop-Rock, Post-Punk                              |                       |
| Tri-P-Let                              | Jemeel Moondoc                   | Eremite                              | 1996               | Jazz                                                               |                       |
| Undisputed Attitude                    | Slayer                           | American Recordings                  | 28. Mai 1996       | Hardcore Punk, Crossover Thrash                                    | Coveralbum            |
| Voyager                                | Mike Oldfield                    | Warner Music UK                      | 23. August 1996    | Keltische Musik, New Age, Chill Out                                |                       |

## Geboren

### Januar bis März
- 06. Januar: Miki Núñez, spanischer Popsänger
- 24. Januar: Ksenija Knežević, serbische Sängerin
- 25. Januar: Seunghee, südkoreanische Sängerin, Schauspielerin, Model und MC
- 28. Februar: Luis R. Conriquez, mexikanischer Corridossänger
- 00. Februar: Enno Gröhn, deutscher Organist und Kirchenmusiker
- 05. März: Enisa Nikaj, US-amerikanische Sängerin und Songwriterin
- 07. März: Manel Navarro, spanischer Sänger
- 07. März: Mia Nicolai, niederländische Sängerin, Komponistin und Schauspielerin
- 19. März: Thorsteinn Einarsson, österreichisch-isländischer Musiker

### April bis Juni
- 02. April: Lukas Baumann, deutscher Chorleiter und musikalischer Leiter
- 16. April: Anna Handler, deutsche Dirigentin und Pianistin
- 05. April: Flemming, niederländischer Singer-Songwriter
- 05. April: Rahel Talts, estnische Jazzmusikerin (Piano, Komposition)
- 10. April: Loïc Nottet, belgischer Sänger, Tänzer und Komponist
- 26. April: Raiven, slowenische Popsängerin
- 26. April: Tea Tairović, serbische Pop- und Folk-Sängerin
- 29. April: Fenja Gerhardter, österreichische Schauspielerin und Musikerin
- 05. Mai: Irma Heinig, deutsche Filmtonmeisterin und Sounddesignerin
- 06. Mai: Jessica Shy, litauische Sängerin und Songwriterin
- 08. Mai: Lucas Wecker, deutscher Synchronsprecher, Synchronregisseur, Musiker und Radiomoderator
- 15. Mai: Artigeardit, dänischer Rapper
- 19. Mai: Mei Okada, japanische Seiyū und Idol
- 20. Mai: Jonas Gross, Schweizer Panflötist
- 07. Juni: Ronja Forcher, österreichische Schauspielerin und Sängerin
- 07. Juni: PARG, armenischer Sänger und Songwriter
- 07. Juni: Sayuri, japanische Singer-Songwriterin († 2024)
- 08. Juni: Kxxma, deutscher Techno-DJ und -Produzent
- 15. Juni: Meaningful Stone, südkoreanische Indie-Rock-Musikerin
- 20. Juni: Lukas David Schmidt, deutscher Schauspieler, Sprecher und Theatermusiker
- 24. Juni: Loek van den Berg, niederländischer Jazzmusiker (Saxophon, Komposition)
- 29. Juni: Emilio Sakraya, deutscher Schauspieler und Musiker

### Juli bis September
- 03. Juli: Butrint Imeri, kosovarischer Sänger
- 11. Juli: Marius Wankel, deutscher Jazzmusiker (Schlagzeug)
- 16. Juli: Kevin Abstract, US-amerikanischer Rapper, Sänger und Musikproduzent
- 25. Juli: Jaafar Jackson, US-amerikanischer Sänger, Tänzer und Schauspieler
- 26. Juli: Michael Ben David, israelischer Sänger
- 30. Juli: Fatin Shidqia, indonesische Sängerin
- 02. August: Pomme, französische Sängerin und Musikerin
- 08. August: Noel Schmidt, deutscher Moderator, Comedian und Musiker
- 10. August: Katja Krasavice, deutsche Webvideoproduzentin, Sängerin, Rapperin und Autorin
- 10. August: Jacob Latimore, US-amerikanischer Schauspieler und Sänger
- 23. August: Vincent Gross, Schweizer Sänger und Musiker
- 29. August: Ionuț Cercel, rumänischer Sänger
- 29. August: Pvlace, deutscher Musikproduzent
- 01. September: Zendaya, US-amerikanische Schauspielerin, Sängerin und Tänzerin
- 14. September: Hoshi, französische Liedermacherin
- 17. September: Ella Purnell, britische Schauspielerin und Musicaldarstellerin
- 19. September: Jazzy, irische Sängerin
- 19. September: Cho Su-hwang, südkoreanischer Volkssänger
- 24. September: Nahide Babashli, türkische Popsängerin und Songwriterin

### Oktober bis Dezember
- 01. Oktober: Shenseea, jamaikanische Reggae-, Dancehall- und Rap-Musikerin
- 16. Oktober: Esther Abrami, französische Violinistin, Komponistin, Webvideoproduzentin und Influencerin
- 26. Oktober: Mau P, niederländischer DJ und Musikproduzent
- 07. November: Icekiid, dänischer Rapper
- 10. November: Michelle Andrade, ukrainische Sängerin, Schauspielerin und Fernsehmoderatorin
- 10. November: Brendan Murray, irischer Sänger
- 26. November: Amélie Hois, österreichische Sängerin (Sopran) und Schauspielerin
- 26. November: Louane, französische Sängerin und Schauspielerin
- 00. November: Dutty Dior, norwegischer Rapper und Sänger († 2024)
- 01. Dezember: Zoë Straub, österreichische Sängerin und Schauspielerin
- 03. Dezember: Martín García García, spanischer Pianist
- 04. Dezember: Elinborg, färöische Sängerin/Songwriterin
- 11. Dezember: Hailee Steinfeld, US-amerikanische Schauspielerin und Sängerin
- 15. Dezember: Jenifer Brening, deutsche Sängerin und Songwriterin
- 17. Dezember: Paul Falk, deutscher Musiker, Schauspieler, Musicaldarsteller und Synchronsprecher
- 29. Dezember: Dylan Minnette, US-amerikanischer Schauspieler und Musiker
- 29. Dezember: Tiffany Poon, klassische Pianistin
- 30. Dezember: Jojo Macari, britischer Schauspieler und Musiker

### Genaues Geburtsdatum unbekannt
- Anton Artibilov, deutschsprachiger Schriftsteller und Rapper
- Billa Joe, deutscher Rapper
- Diego Ceretta, italienischer Dirigent
- Declan J Donovan, britischer Sänger und Songschreiber
- Valerie Eickhoff, deutsche Opernsängerin (Mezzosopran)
- Eligarf, rumänische Sängerin und Songwriterin
- Sibylla Elsing, deutsche Koloratursopranistin niederländisch-norwegischer Abstammung
- Aseo Friesacher, japanisch-österreichischer Jazzmusiker (Piano, Komposition)
- Herr Kuchen, deutscher Rapper
- Niklas Jahn, deutscher Organist
- Kapo, kolumbianischer Singer-Songwriter
- Oska, österreichische Singer/Songwriterin
- Emily Pogorelc, US-amerikanische Opernsängerin (Sopran)
- Alexandra Rotan, norwegische Sängerin
- Juliana Saib, deutsche Jazzmusikerin (Piano, Komposition) und Malerin
- Michelangelo Scandroglio, italienischer Jazzmusiker (Kontrabass, Komposition)
- Dorothea Schupelius, deutsche Moderatorin, Politikreporterin und Geigerin
- Sophie Scott, britische Sängerin, Songwriterin und Musikerin
- Nala Sinephro, belgische Jazzmusikerin und -komponistin
- Mirjam Skal, Schweizer Musikerin, Komponistin und Musikproduzentin
- Isach Skeidsvoll, norwegischer Jazzmusiker (Piano, Komposition)
- Cosima Soulez Larivière, französisch-niederländische Geigerin
- Benny Troschel, deutscher Jazzmusiker (Trompete, Arrangement)
- Rene Wise, britischer DJ und Musikproduzent
- Yugo, österreichischer Rapper und Musikproduzent

### Geboren um 1996
- Johannes Fend, österreichischer Musiker (Bass, Komposition)
- Sharon Mansur, israelische Fusionmusikerin (Piano, Keyboards, Komposition)
- Karim Saber, britischer Jazzmusiker (Gitarre, Komposition)

## Gestorben

### Januar
- 01. Januar: Hamish Imlach, schottischer Folksänger (* 1940)
- 01. Januar: Mr. Cee, US-amerikanischer Rapper (* 1973)
- 02. Januar: Wjatscheslaw Sergejewitsch Nasarow, russischer Jazzposaunist und Sänger (* 1952)
- 03. Januar: Rosl Berndt, österreichische Sängerin und Kabarettistin (* 1903)
- 04. Januar: Anna Amalie Abert, deutsche Musikwissenschaftlerin (* 1906)
- 04. Januar: Ramón Vinay, chilenischer Opernsänger (Tenor, Bariton) (* 1911)
- 05. Januar: Gus Bivona, US-amerikanischer Jazzklarinettist, Altsaxophonist und Bandleader (* 1915)
- 05. Januar: Franz Fleckenstein, deutscher Kirchenmusiker, Komponist, Musikpädagoge und katholischer Priester (* 1922)
- 05. Januar: Richard Versalle, US-amerikanischer Oratorien- und Konzertsänger (Tenor) (* 1932)
- 06. Januar: Willy Czernik, deutscher Operetten- und Filmkomponist (* 1901)
- 06. Januar: Kim Kwang-seok, südkoreanischer Folk-Rock-Sänger und Songwriter (* 1964)
- 08. Januar: Zakir Bağırov, sowjetisch-aserbaidschanischer Komponist, Musikpädagoge und Musikfunktionär (* 1916)
- 09. Januar: Else Liebesberg, österreichische Opernsängerin (Sopran) (* 1918)
- 10. Januar: Ike Isaacs, britischer Jazzgitarrist (* 1919)
- 11. Januar: Ewa Stojowska, österreichisch-ungarische Sängerin, Theaterschauspielerin und -regisseurin, Widerstandskämpferin sowie Holocaustüberlebende (* 1908)
- 13. Januar: Morty Corb, US-amerikanischer Jazz- und Studiomusiker (Bass) (* 1917)
- 14. Januar: Onno Tunç, türkischer Musiker, Komponist und Arrangeur (* 1948)
- 15. Januar: Jack Barkin, kanadischer Sänger (Bariton) (* 1914)
- 15. Januar: Les Baxter, US-amerikanischer Orchesterleiter und Arrangeur (* 1922)
- 17. Januar: Georg Luksch, österreichischer Komponist, Kapellmeister und Arrangeur (* 1921)
- 17. Januar: Harry Robinson, schottischer Komponist, Arrangeur und Bandleader (* 1932)
- 19. Januar: Alfons Vodosek, österreichischer Musiker und Komponist (* 1912)
- 20. Januar: Gerry Mulligan, US-amerikanischer Jazzmusiker (Baritonsaxophon), Arrangeur und Komponist (* 1927)
- 21. Januar: Peter Stadlen, Komponist, Pianist und Musikwissenschaftler (* 1910)
- 22. Januar: Eberhard Schmidt, deutscher Komponist, Cellist und Chorleiter (* 1907)
- 23. Januar: Horst Wende, deutscher Orchesterleiter, Komponist, Arrangeur und Akkordeonist (* 1919)
- 25. Januar: Ruth Berghaus, deutsche Choreografin, Regisseurin des Musiktheaters (* 1927)
- 25. Januar: Antonio Buenaventura, philippinischer Komponist (* 1904)
- 25. Januar: Jonathan Larson, US-amerikanischer Komponist und Dramatiker (* 1960)
- 26. Januar: Saul Goodman, US-amerikanischer Paukist und Komponist (* 1907)
- 26. Januar: Henry Lewis, afro-amerikanischer Dirigent (* 1932)
- 29. Januar: Ray Leatherwood, US-amerikanischer Jazz- und Studiomusiker (Kontrabass, Tuba) (* 1914)
- 30. Januar: Bob Thiele, US-amerikanischer Musikproduzent und Komponist (* 1922)

### Februar
- 02. Februar: Minao Shibata, japanischer Komponist und Musikwissenschaftler (* 1916)
- 04. Februar: Gilbert Darisse, kanadischer Geiger, Dirigent und Musikpädagoge (* 1909)
- 05. Februar: Gianandrea Gavazzeni, italienischer Dirigent, Komponist und Musikwissenschaftler (* 1909)
- 07. Februar: Franz Hauschild, deutscher Journalist und Musikwissenschaftler (* 1907)
- 07. Februar: Boris Alexandrowitsch Tschaikowski, russischer Komponist (* 1925)
- 08. Februar: Mercer Ellington, US-amerikanischer Jazztrompeter, Komponist und Arrangeur (* 1919)
- 11. Februar: Phil Regan, US-amerikanischer Sänger und Schauspieler (* 1906)
- 13. Februar: Maria Alice, portugiesische Fado-Sängerin (* 1904)
- 16. Februar: Hans Busch, deutscher Violinist und Kapellmeister (* 1909)
- 16. Februar: Walter Dobschinski, deutscher Posaunist, Bassist, Komponist, Arrangeur und Bandleader (* 1908)
- 16. Februar: Brownie McGhee, US-amerikanischer Blues-Sänger und Gitarrist (* 1915)
- 17. Februar: Herbert Seiter, österreichischer Pianist, Komponist und Kapellmeister (* 1921)
- 18. Februar: Lore Hoffmann, deutsche Opernsängerin (Sopran) (* 1911)
- 18. Februar: Aliza Kezeradze, georgische Pianistin (* 1937)
- 19. Februar: Dorothy Maynor, US-amerikanische Sängerin (* 1910)
- 19. Februar: Greta Wassberg, schwedische Sängerin (* 1904)
- 20. Februar: Gheorghe Dumitrescu, rumänischer Komponist (* 1914)
- 20. Februar: Tonnie de Graaf, deutscher Komponist und Musikpädagoge (* 1926)
- 20. Februar: Toru Takemitsu, japanischer Komponist (* 1930)
- 21. Februar: Isolina Carrillo, kubanische Komponistin, Multiinstrumentalistin, Sängerin und Gesangspädagogin (* 1907)
- 21. Februar: Morton Gould, US-amerikanischer Komponist, Dirigent und Pianist (* 1913)
- 23. Februar: Birgit Brüel, dänische Sängerin und Schauspielerin (* 1927)
- 23. Februar: Klaus Buhé, deutscher Ingenieur, Gitarrist, Banjospieler, Saxophonist, Komponist und Musikpädagoge (* 1912)
- 23. Februar: Alan Dawson, US-amerikanischer Jazzschlagzeuger (* 1929)
- 23. Februar: Rudolf Graetz, deutscher Jazz- und Unterhaltungsmusiker (Trompete, Komposition) (* 1923)
- 26. Februar: Kiyoko Tanaka, japanische Pianistin (* 1932)
- 26. Februar: Mieczysław Weinberg, sowjetischer Komponist (* 1919)
- 29. Februar: Wes Farrell, US-amerikanischer Musiker, Songwriter und Musikproduzent (* 1939)
- 29. Februar: Øystein Gaukstad, norwegischer Musikwissenschaftler und Bibliothekar (* 1912)
- 29. Februar: Leo Murer, österreichischer Sänger und Komponist (* 1940)

### März
- 02. März: Júlio Rasec, brasilianischer Rockmusiker (* 1968)
- 05. März: Herb Hall, US-amerikanischer Jazzklarinettist und Altsaxophonist (* 1907)
- 06. März: Werner Krumbein, deutscher Dirigent (* 1917)
- 07. März: Franz Josef Breuer, deutscher Komponist und Musikproduzent (* 1914)
- 09. März: Felix Raabe, deutscher Dirigent und Musikwissenschaftler (* 1900)
- 10. März: Joseph Braunstein, Musiker, Schriftsteller, Bergsteiger (* 1892)
- 12. März: Paul Scherman, kanadischer Geiger und Dirigent (* 1907)
- 13. März: Theophil Laitenberger, deutscher Komponist, Kirchen- und Schulmusiker (* 1903)
- 15. März: Olga Rudge, US-amerikanische Geigerin (* 1895)
- 17. März: Gene Estes, US-amerikanischer Jazz- und Studiomusiker (Vibraphon, Schlagzeug, Perkussion), Arrangeur und Bandleader (* 1931)
- 17. März: Elsa Respighi, italienische Sängerin (Sopran), Komponistin und Opernregisseurin (* 1894)
- 17. März: Terry Stafford, US-amerikanischer Sänger (* 1941)
- 18. März: Maxl Graf, deutscher Schauspieler und Sänger volkstümlicher Musik (* 1933)
- 19. März: Eddie Bonnemere, US-amerikanischer Jazzpianist sowie Kirchenmusiker und Komponist (* 1921)
- 19. März: Alan Ridout, englischer Komponist und Musiklehrer (* 1934)
- 20. März: Sam Margolis, US-amerikanischer Jazzmusiker (Tenorsaxophon, Klarinette) (* 1923)
- 22. März: Václav Nelhýbel, US-amerikanischer Komponist und Dirigent (* 1919)
- 24. März: Lola Beltrán, mexikanische Sängerin und Schauspielerin (* 1932)
- 25. März: Josef Kuckertz, deutscher Musikethnologe (* 1930)
- 28. März: C. Scoby Stroman, US-amerikanischer Tänzer und Schlagzeuger (* 1931)
- 31. März: Jeffrey Lee Pierce, US-amerikanischer Sänger, Songwriter und Gitarrist (* 1958)

### April
- 02. April: Kai Molvig, norwegischer Tänzer, Pianist und literarischer Übersetzer (* 1911)
- 04. April: Carl de Nys, belgisch-französischer Musikwissenschaftler, -journalist, -herausgeber und katholischer Priester (* 1917)
- 08. April: Fried Walter, deutscher Komponist (* 1907)
- 15. April: Karl Etti, österreichischer Chorleiter, Dirigent und Komponist (* 1912)
- 18. April: Bernard Edwards, US-amerikanischer Bassist und Produzent (* 1952)
- 18. April: Mike Leander, britischer Musikproduzent und Arrangeur (* 1941)
- 22. April: Helen Keane, US-amerikanische Musikproduzentin und Künstleragentin (* 1923)
- 24. April: Miguel Ángel Girollet, argentinischer klassischer Gitarrist (* 1947)
- 24. April: Jarmila Hassan Abdel Wahab, tschechische Mezzosopranistin (* 1917)
- 24. April: Leif Uvemark, schwedischer Trompeter und Bandleader (* 1939)
- 26. April: Fortunatus Fip Ricard, US-amerikanischer Jazztrompeter (* 1923)
- 00. April: Annelore Cahnbley, deutsche Konzertsängerin (Sopran) (* 1923)

### Mai
- 01. Mai: Billy Byers, US-amerikanischer Jazzposaunist, Arrangeur und Komponist (* 1927)
- 01. Mai: Martin Haspelmath, deutscher Orgelbauer (* 1935)
- 03. Mai: Dimitris Fampas, griechischer Gitarrist und Komponist (* 1921)
- 03. Mai: Gilberto Monroig, puerto-ricanischer Sänger (* 1930)
- 03. Mai: Patsy Montana, US-amerikanische Countrysängerin (* 1908)
- 05. Mai: Salli Terri, US-amerikanische Sängerin (Mezzosopran) und Gesangspädagogin (* 1922)
- 06. Mai: Wally Nightingale, englischer Gitarrist (* 1956)
- 08. Mai: Ludwig Hoelscher, deutscher Cellist (* 1907)
- 09. Mai: Hans Balmer, Schweizer Organist und Pianist (* 1903)
- 10. Mai: Ethel Smith, US-amerikanische Organistin (* 1902)
- 11. Mai: Jerry Murad, US-amerikanischer Mundharmonikaspieler (* 1918)
- 11. Mai: Melvin Simonsen, norwegischer Pianist, Organist und Komponist (* 1901)
- 12. Mai: Homer Keller, US-amerikanischer Komponist und Musikpädagoge (* 1915)
- 12. Mai: Martin Roman, deutscher Musiker und Pianist (* 1910)
- 12. Mai: Margit Schramm, deutsche Opern-, Lied- und Operettensängerin (Sopran) sowie Kammersängerin (* 1932)
- 15. Mai: Patricia Maessen, niederländische Sängerin (* 1952)
- 17. Mai: Willis Conover, US-amerikanischer Jazzproduzent und Radiomoderator (* 1920)
- 17. Mai: Kevin Gilbert, US-amerikanischer Musiker (* 1966)
- 17. Mai: Nikolaus Utermöhlen, deutscher Musiker und Künstler (* 1958)
- 17. Mai: Johnny „Guitar“ Watson, US-amerikanischer Blues-, Soul- und Funk-Musiker (* 1935)
- 19. Mai: Spiros Argiris, griechischer Dirigent (* 1948)
- 19. Mai: Hans Kolditz, deutscher Komponist, Arrangeur und Dirigent (* 1923)
- 24. Mai: Jacob Druckman, US-amerikanischer Komponist und Musikpädagoge (* 1928)
- 25. Mai: Bradley Nowell, US-amerikanischer Rocksänger, Gitarrist und Songwriter (* 1968)
- 25. Mai: Barney Wilen, französischer Jazzmusiker (Sopran-, Tenorsaxophon und Komposition) (* 1937)
- 27. Mai: Pud Brown, US-amerikanischer Musiker (Klarinette, Saxophon) und Komponist (* 1917)
- 28. Mai: Julian Grigorjewitsch Krein, russischer Komponist, Pianist und Musikwissenschaftler (* 1913)
- 28. Mai: Jimmy Rowles, US-amerikanischer Jazzpianist und Komponist (* 1918)
- 29. Mai: Isidro Maiztegui, argentinischer Komponist (* 1905)
- 30. Mai: John Kahn, US-amerikanischer Bassist (* 1947)
- 30. Mai: Alo Mattiisen, estnischer Komponist (* 1961)
- 30. Mai: Bob Stroup, US-amerikanischer Jazzmusiker (Posaune, Vibraphon, Tenorsaxophon, Flöte) und Musikpädagoge (* 1938)
- 31. Mai: Ton de Leeuw, niederländischer Komponist und Musikpädagoge (* 1926)

### Juni
- 01. Juni: Berthold Bührer, deutscher Musiklehrer und Organist (* 1908)
- 01. Juni: Don Grolnick, US-amerikanischer Jazz-, Fusion- und Pop-Pianist, Keyboarder, Komponist und Produzent (* 1947)
- 01. Juni: Peg LaCentra, US-amerikanische Sängerin und Schauspielerin (* 1910)
- 02. Juni: Pilar Lorengar, spanische Opernsängerin (Sopran) (* 1928)
- 02. Juni: Jan Wallgren, norwegischer Komponist und Pianist (* 1935)
- 03. Juni: Ferdinand Leitner, deutscher Dirigent (* 1912)
- 04. Juni: María Luisa Anido, argentinische Gitarristin, Komponistin und Musikpädagogin (* 1907)
- 04. Juni: Alvin Myerovich, US-amerikanischer Musiker und Schauspieler (* 1906)
- 05. Juni: Şakiro, kurdischer Dengbêj (* 1936)
- 05. Juni: Norma Teagarden, US-amerikanische Jazz-Pianistin (* 1911)
- 05. Juni: Hans Peter Wertitsch, österreichischer Immobilienmakler, Mäzen und Komponist (* 1939)
- 07. Juni: Ulrich Koch, deutscher Bratschist (* 1921)
- 09. Juni: Gustavo César Carrión, mexikanischer Komponist (* 1917)
- 12. Juni: Amadeo Mandarino, argentinischer Tangosänger (* 1913)
- 13. Juni: Pran Nath, klassischer indischer Sänger (* 1918)
- 13. Juni: Glen Stewart Morley, kanadischer Dirigent, Komponist und Cellist (* 1912)
- 15. Juni: Ruth Eloise Abbott, US-amerikanische Komponistin (* 1902)
- 15. Juni: Ella Fitzgerald, US-amerikanische Jazz-Sängerin (* 1917)
- 15. Juni: Clare Grundman, US-amerikanischer Komponist und Arrangeur (* 1913)
- 18. Juni: Glenmor, französischer Liedermacher und Schriftsteller (* 1931)
- 19. Juni: Gil Cuppini, italienischer Jazzmusiker (Schlagzeug, Arrangement, Komposition) und Bandleader (* 1924)
- 20. Juni: Herbert Gerigk, deutscher Musikwissenschaftler und Nationalsozialist (* 1905)
- 21. Juni: Inger Jacobsen, norwegische Sängerin und Schauspielerin (* 1923)
- 21. Juni: Gerhard Wendland, deutscher Schlagersänger (* 1916)
- 22. Juni: George Barati, US-amerikanischer Cellist, Dirigent und Komponist (* 1913)
- 25. Juni: Jorge Casal, argentinischer Tangosänger und Schauspieler (* 1924)
- 26. Juni: Vicentico Valdés, kubanischer Sänger (* 1919)
- 27. Juni: Chatschatur Awetisjan, armenischer Komponist (* 1926)
- 27. Juni: Thomas Karban, deutscher Musikwissenschaftler, Filmhistoriker, Journalist, Herausgeber und Musikproduzent (* 1966)
- 30. Juni: Jef Maes, belgischer Musiker und Komponist (* 1905)

### Juli
- 02. Juli: Miloš Kirschner, tschechischer Puppenspieler, Schauspieler und Sänger (* 1927)
- 03. Juli: Pim Jacobs, niederländischer Pianist, Arrangeur und Komponist (* 1934)
- 03. Juli: Luis Alfonzo Larrain, venezolanischer Komponist und Musiker (* 1911)
- 04. Juli: Arlie Duff, US-amerikanischer Country-Musiker (* 1924)
- 08. Juli: J. W. Alexander, US-amerikanischer Sänger, Songschreiber, Musikmanager und Musikunternehmer (* 1916)
- 08. Juli: Francesco Molinari-Pradelli, italienischer Opern-Dirigent (* 1911)
- 08. Juli: Irene Prador, österreichische Schauspielerin, Sängerin und Autorin (* 1911)
- 09. Juli: Sergei Anatoljewitsch Kurjochin, russischer Pianist, Multiinstrumentalist, Bandleader und Komponist (* 1954)
- 09. Juli: Erich Peter, Schweizer Jazzbassist (* 1935)
- 10. Juli: Rolf Hans, deutscher Jazzmusiker, Maler, Fotograf, Objekt- und Papiercollagekünstler (* 1938)
- 10. Juli: George Hudson, US-amerikanischer Jazztrompeter, Bigband-Leader und Musikpädagoge (* 1910)
- 12. Juli: Gottfried von Einem, österreichischer Komponist (* 1918)
- 12. Juli: Jonathan Melvoin, US-amerikanischer Musiker (* 1961)
- 13. Juli: Käte van Tricht, deutsche Organistin, Pianistin, Cembalistin, Sängerin und Musikpädagogin (* 1909)
- 16. Juli: John Panozzo, US-amerikanischer Schlagzeuger (* 1948)
- 17. Juli: Chas Chandler, britischer Musiker, Musikproduzent und Manager (* 1938)
- 17. Juli: Amancio D’Silva, indischer Jazzgitarrist und Komponist (* 1936)
- 17. Juli: Marcel Dadi, französischer Gitarrist (* 1951)
- 22. Juli: Tamara Danz, deutsche Sängerin (* 1952)
- 22. Juli: Rob Collins, britischer Keyboarder (* 1963)
- 23. Juli: Milagros Beras Dalmasí, dominikanischer Pianist und Musikpädagoge (* 1945)
- 25. Juli: Mikael Tariwerdijew, sowjetisch-armenischer Komponist (* 1931)
- 28. Juli: Michél Philippot, französischer Komponist und Musikpädagoge (* 1925)
- 29. Juli: Bill Green, US-amerikanischer Jazzsaxophonist, Klarinettist, Flötist und Oboist (* 1925)
- 29. Juli: Jason Thirsk, US-amerikanischer Bassist (* 1967)
- 31. Juli: Paul Crawford, US-amerikanischer Jazzmusiker (Posaune, Baritonhorn) und Musikhistoriker (* 1925)
- 31. Juli: Seagram, US-amerikanischer Rapper (* 1970)

### August
- 01. August: Frida Boccara, französische Sängerin (* 1940)
- 02. August: Vera Auer, österreichische Jazzakkordeonistin und -vibraphonistin (* 1919)
- 03. August: Luciano Tajoli, italienischer Sänger und Schauspieler (* 1920)
- 06. August: Bobby Enriquez, philippinischer Jazzpianist (* 1943)
- 07. August: Danny Wolfe, US-amerikanischer Songschreiber und Rockabilly-Musiker (* 1928)
- 07. August: Buck Trail, US-amerikanischer Country- und Rockabilly-Musiker (* 1921)
- 08. August: René Duprat, französischer Gypsy-Jazz-Gitarrist (* 1926)
- 08. August: Åke Hermanson, schwedischer Komponist (* 1923)
- 10. August: Reinhold Bartel, deutscher Opernsänger (Tenor) (* 1926)
- 10. August: Walter MacNutt, kanadischer Organist, Komponist, Chorleiter und Musikpädagoge (* 1910)
- 10. August: Hamiyet Yüceses, türkische klassische Sängerin (* 1915)
- 11. August: Rafael Kubelík, tschechisch-schweizerischer Dirigent und Komponist (* 1914)
- 12. August: Karl Terkal, österreichischer Opernsänger (Tenor) (* 1919)
- 13. August: David Tudor, US-amerikanischer Pianist und einer der Pioniere für elektronische und experimentelle Musik (* 1926)
- 14. August: Sergiu Celibidache, rumänischer Dirigent und Musiklehrer (* 1912)
- 14. August: Kurt Kunert, deutscher Flötist und Komponist (* 1911)
- 14. August: Miki Volek, tschechischer Rockmusiker (* 1943)
- 15. August: Joe Seneca, US-amerikanischer Komponist und Schauspieler (* 1919)
- 16. August: Miles Goodman, US-amerikanischer Komponist, Arrangeur und Musikproduzent (* 1949)
- 16. August: Pino Rucher, italienischer Jazzgitarrist und Arrangeur (* 1924)
- 20. August: Rio Reiser, deutscher Rockmusiker, Sänger, Komponist, Liedtexter und Schauspieler (* 1950)
- 23. August: Jurriaan Andriessen, niederländischer Komponist (* 1925)
- 24. August: Carlos Vidal Bolado, kubanischer Perkussionist (* 1914)
- 24. August: Lew Nikolajewitsch Wlassenko, russischer Pianist und Klavierpädagoge (* 1928)
- 27. August: Jair Rosenblum, israelischer Komponist (* 1944)
- 29. August: Tera de Marez Oyens, niederländische Komponistin und Dirigentin (* 1932)
- 31. August: Milt Larkin, US-amerikanischer Jazztrompeter (* 1910)

### September
- 01. September: Vagn Holmboe, dänischer Komponist (* 1909)
- 01. September: Ljuba Welitsch, bulgarisch-österreichische Opernsängerin (Sopran) und Schauspielerin (* 1913)
- 02. September: Otto Luening, US-amerikanischer Komponist, Dirigent und Flötist (* 1900)
- 03. September: Hubert Derrez, deutsch-niederländischer Heimatdichter und Komponist (* 1922)
- 06. September: Ion Dumitrescu, rumänischer Komponist (* 1913)
- 06. September: Ginette Martenot, französische Pianistin, Ondes-Martenot-Spielerin und Musikpädagogin (* 1902)
- 06. September: Ester Soré, chilenische Sängerin (* 1915)
- 07. September: Niccolò Castiglioni, italienischer Komponist (* 1932)
- 07. September: Gilda, argentinische Cumbia-Sängerin (* 1961)
- 08. September: Ray Triscari, US-amerikanischer Studio- und Jazztrompeter (Flügelhorn, Posaune) (* 1923)
- 09. September: Manuel Marino Miniño, dominikanischer Komponist, Dirigent und Musikpädagoge (* 1930)
- 09. September: Bill Monroe, US-amerikanischer Country-Sänger, Musiker und Songwriter (* 1911)
- 12. September: Eleazar de Carvalho, brasilianischer Komponist und Dirigent (* 1912)
- 12. September: Toma Prošev, jugoslawischer Komponist, Musikwissenschaftler und Dirigent (* 1931)
- 13. September: Ricardo García Perdomo, kubanischer Gitarrist und Sänger (* 1920)
- 13. September: Tupac Shakur, US-amerikanischer Rapper (* 1971)
- 14. September: Rose Ouellette, kanadischer Komikerin, Schauspielerin und Sängerin (* 1903)
- 17. September: Bill Grah, deutscher Jazzmusiker (Pianist und Vibraphonist) (* 1928)
- 20. September: Cheb Aziz, algerischer Raï-Sänger (* 1968)
- 20. September: Paul Weston, US-amerikanischer Jazzpianist, -Arrangeur und -Komponist (* 1912)
- 21. September: Maria-Elisabeth Brockhoff, deutsche Musikwissenschaftlerin und Hochschullehrerin (* 1922)
- 21. September: Sulchan Nassidse, sowjetischer und georgischer Komponist und Pianist (* 1927)
- 22. September: Konrad Elfers, deutscher Komponist und Pianist (* 1919)
- 23. September: František Rauch, tschechischer Pianist und Musikpädagoge (* 1910)
- 24. September: Zeki Müren, türkischer Dichter, Komponist und Sänger (* 1931)
- 28. September: Bob Gibson, US-amerikanischer Folkmusiker (* 1931)
- 30. September: Gerhard Trede, deutscher Komponist (* 1913)
- 00. September: Addi Hellwig, deutscher Kaufmann und Produzent volkstümlicher Musik (* 1922)

### Oktober
- 02. Oktober: Joonas Kokkonen, finnischer Komponist (* 1921)
- 03. Oktober: Arturo Gatica, chilenischer Sänger (* 1921)
- 05. Oktober: Arnold van Mill, niederländischer Opernsänger (Bass) (* 1921)
- 06. Oktober: Ted Daffan, US-amerikanischer Country-Sänger und Komponist (* 1912)
- 06. Oktober: Gunther Erdmann, deutscher Komponist (* 1939)
- 06. Oktober: Harry Glickman, US-amerikanischer Geiger (* 1910)
- 11. Oktober: Johnny Costa, US-amerikanischer Jazzmusiker (Piano, Orgel, Synthesizer, Komposition, Arrangement) (* 1922)
- 11. Oktober: Renato Russo, brasilianischer Sänger und Komponist (* 1960)
- 13. Oktober: G-Slimm, US-amerikanischer Rapper (* 1975)
- 14. Oktober: Jean Grimaldi, kanadischer Schauspieler, Sänger und Autor (* 1898)
- 17. Oktober: Berthold Goldschmidt, deutsch-britischer Komponist (* 1903)
- 17. Oktober: Chris Acland, britischer Schlagzeuger (* 1966)
- 20. Oktober: Pete Pumiglio, US-amerikanischer Jazzmusiker (Altsaxophon, Klarinette) (* 1902)
- 23. Oktober: Alexander Kelly, schottischer Pianist und Musikpädagoge (* 1929)
- 25. Oktober: Al Fiore, US-amerikanischer Mundharmonikaspieler (* 1922)
- 26. Oktober: Miquel Asins Arbó, spanischer Komponist, Dirigent und Lehrer (* 1916)
- 28. Oktober: Maria Grevesmühl, deutsche Geigerin und Hochschuldozentin (* 1936)
- 28. Oktober: Hans Otto, deutscher Organist, Cembalist und Kantor (* 1922)
- 29. Oktober: Albert Bartsch, deutscher evangelisch-lutherischer Pfarrer, Schriftsteller und Kirchenlieddichter (* 1913)
- 29. Oktober: Eugen Kapp, sowjetisch-estnischer Komponist (* 1908)
- 31. Oktober: Grachan Moncur II, US-amerikanischer Jazzbassist (* 1915)
- 00. Oktober: Chieh Tsao, singapurischer Komponist, Ingenieur und Mathematiker (* 1953)

### November
- 01. November: Margot Rojas Mendoza, kubanische Pianistin und Musikpädagogin (* 1903)
- 02. November: Eva Cassidy, US-amerikanische Sängerin und Gitarristin (* 1963)
- 02. November: Tobias Gruben, deutscher Underground-Musiker, Sänger, Komponist und Dichter (* 1963)
- 03. November: William Clarke, US-amerikanischer Bluesmundharmonikaspieler (* 1951)
- 04. November: Ray Linn, US-amerikanischer Jazztrompeter und Komponist (* 1920)
- 05. November: Eddie Harris, US-amerikanischer Jazzmusiker (Tenorsaxophon, Klavier, Gesang, Komposition) (* 1934)
- 07. November: Carmell Jones, US-amerikanischer Jazz-Trompeter (* 1936)
- 07. November: Kid Sheik Cola, US-amerikanischer Jazz-Trompeter, Pianist und Sänger (* 1908)
- 10. November: Yaki Kadafi, US-amerikanischer Rapper (* 1977)
- 13. November: Bill Doggett, US-amerikanischer Jazz- und Rhythm-and-Blues-Pianist und Organist (* 1916)
- 14. November: Kurt von Ruffin, deutscher Sänger und Schauspieler (* 1901)
- 16. November: George Pascu, rumänischer Musikwissenschaftler, -pädagoge und Dirigent (* 1912)
- 19. November: Paul Joseph Metschnabl, deutscher Theologe und Domkapellmeister (* 1910)
- 20. November: Ján Albrecht, slowakischer Komponist und Musiklehrer (* 1919)
- 20. November: Ludwig Daxsperger, österreichischer Komponist, Musikpädagoge, Domorganist und Chorleiter (* 1900)
- 21. November: Jan Behr, tschechoslowakisch-US-amerikanischer Pianist und Dirigent (* 1911)
- 22. November: Vladimír Fuka, tschechischer Komponist (* 1920)
- 22. November: Erich Pizka, österreichischer Hornist und Professor (* 1914)
- 23. November: Nico Kaufmann, Schweizer Komponist und Pianist (* 1916)
- 23. November: Ken Lane, US-amerikanischer Musiker und Komponist (* 1812)
- 23. November: Mario Peragallo, italienischer Komponist (* 1910)
- 23. November: Art Porter junior, US-amerikanischer Jazzsaxophonist (* 1961)
- 24. November: Edisson Wassiljewitsch Denissow, sowjetisch-russischer Komponist und Musiktheoretiker (* 1929)
- 24. November: John Williams, US-amerikanischer Klarinettist und Altsaxophonist (* 1905)
- 25. November: Paul Kühmstedt, deutscher Komponist, Dirigent und Musiker (* 1908)
- 30. November: Tiny Tim, US-amerikanischer Popmusiker und Entertainer (* 1932)
- 30. November: Dainius Trinkūnas, litauischer Pianist und Politiker (* 1931)
- 00. November: Romica Puceanu, rumänische Sängerin und Chansonette (* 1926)

### Dezember
- 01. Dezember: Irving Gordon, US-amerikanischer Liedtexter und Komponist (* 1915)
- 02. Dezember: Jules Bastin, belgischer Opernsänger (Bass) (* 1933)
- 05. Dezember: Wilf Carter, kanadischer Sänger, Songwriter und Jodler (* 1904)
- 06. Dezember: Victor Bruns, deutscher Fagottist und Komponist (* 1904)
- 10. Dezember: Faron Young, US-amerikanischer Country-Sänger (* 1932)
- 12. Dezember: Armando Laborde, argentinischer Tangosänger, -komponist und -dichter (* 1922)
- 13. Dezember: Lorenzo Alvary, ungarisch-US-amerikanischer Opernsänger (Bass) (* 1909)
- 13. Dezember: Mae Barnes, US-amerikanische Sängerin, Tänzerin und Schauspielerin (* 1907)
- 15. Dezember: Dawn Crosby, US-amerikanische Sängerin (* 1963)
- 15. Dezember: Tristan Keuris, niederländischer Komponist (* 1946)
- 16. Dezember: Rina Ketty, französische Chansonsängerin (* 1911)
- 17. Dezember: Armando, US-amerikanischer DJ und Musikproduzent (* 1970)
- 17. Dezember: Constantin Dumitru, rumänischer Opernsänger (Bass, Bassbariton) (* 1935)
- 17. Dezember: Ruby Murray, britische Popsängerin (* 1935)
- 18. Dezember: Irving Caesar, US-amerikanischer Songwriter und Komponist (* 1895)
- 18. Dezember: Robert Nessler, österreichischer Komponist, Dirigent und Musikpädagoge (* 1919)
- 18. Dezember: Eyşe Şan, kurdische Sängerin (* 1938)
- 20. Dezember: Erhard Fischer, deutscher Musiktheaterregisseur (* 1922)
- 23. Dezember: Ronnie Scott, britischer Jazztenorsaxophonist und Jazzclub-Gründer (* 1927)
- 25. Dezember: August Wenzinger, Schweizer Cellist, Gambist, Musikpädagoge und Dirigent (* 1905)
- 27. Dezember: Johnny Heartsman, US-amerikanischer Bluesmusiker und Songwriter (* 1936)
- 29. Dezember: Mireille Hartuch, französische Sängerin, Komponistin und Schauspielerin (* 1906)
- 29. Dezember: Günther Wille, deutscher klassischer Philologe und Musikhistoriker (* 1925)

### Genaues Todesdatum unbekannt
- Dsunduin Changal, mongolischer Komponist klassischer („europäischer“) Musik (* 1948)
- Cyril Haynes, US-amerikanischer Jazzpianist und Arrangeur (* 1915)
- Günter Kolodziej, deutscher Bandleader, Chorleiter, Dirigent und Komponist (* 1924)
- Kool Rock Steady, US-amerikanischer Rapper (* unbekannt)
- Michael Andreas Lang, österreichischer Heimatdichter und Komponist (* 1912)
- Mischa Mleinek, deutscher Schriftsteller, Drehbuch- und Hörspielautor, Schlagertexter und Übersetzer (* 1927)
- Luwsandschambyn Mördordsch, mongolischer Komponist (* 1919)
- Helmut Weglinski, deutscher Jazz- und Unterhaltungsmusiker (Violine) (* 1925)
- Jerzy Zgodziński, polnischer Perkussionist und Musikpädagoge (* 1927)